# بيغل
البَيغل أو البَيْجَل (بالإنجليزية: Beagle)‏ هو اسم سلالة كلاب متوسطة الحجم، لديها أرجل صغيرة أذنان خفيفتان. كلاب البيغل عادة تكون بيضاء اللون مع بقع كبيرة بنّية-سوداء.
كلاب البيغل موجودة منذ أكثر من 2000 عام، لكن السلالة المعاصرة تم تطويرها في بريطانيا في الثلاثينيات من القرن التاسع عشر وهي مهجنة من عدة سلالات أخرى. كانت هذه الكلاب تستخدم سابقا للصيد بسبب امتلاكها لحاسة شم قوية، واليوم يستخدمها رجال الشرطة في البحث عن الممنوعات كالمخدرات والبضائع المسروقة، كما أنها أيضا واسعة الشعبية كحيوان منزلي.
ظهرت كلاب البيغل في الثقافة الشعبية منذ العصر الإليزابيثي، وبخاصة في الأدب والرسم، وحديثا تظهر بكثرة في التلفزيون والقصص المصورة وبدأ الناس يستخدمونها في الحراسة وتعد من أوفي الكلاب.
في الولايات المتحدة، احتل البيجل المرتبة الرابعة بين السلالات الأكثر شيوعًا في عامي 2012 و 2013.

## التاريخ

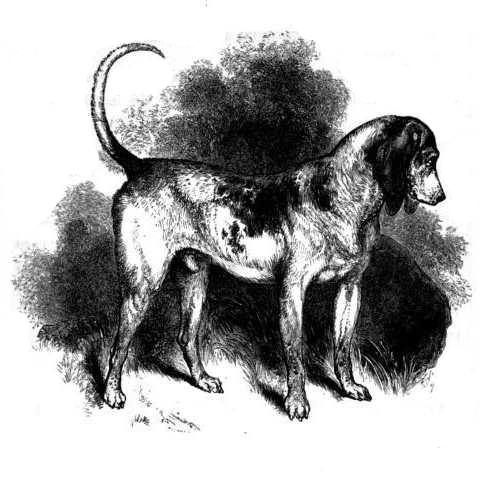
كلب الصيد الجنوبي و روي انه أصل سلالة البيجل الحالي

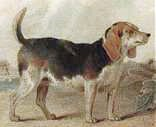
صورة من القرن التاسع عشر توضح كيف كانت السلالة الاولى أثقل من السلالة الحالية

أصل البيجل غير معروف. في القرن الحادي عشر، أحضر ويليام الفاتح كل من سانت هوبرت هاوند وكلب تالبوت إلى بريطانيا.[بحاجة لمصدر] تم تنسيل كلتا السلالتين مع الكلاب السلوقية لمنحهم السرعة والقدرة على التحمل لصيد الغزلان. تتشابه كلاب البيجل مع هارير وكلب الصيد الجنوبي المنقرض، وإن كانت أصغر وأبطأ.منذ العصور الوسطى، تم استخدام البيجل كوصف عام للكلاب الصغيرة، على الرغم من أن هذه الكلاب تختلف اختلافًا كبيرًا عن السلالة الحديثة. كانت السلالات المصغرة للكلاب من نوع البيجل معروفة منذ عهد إدوارد الثاني وهنري السابع، اللذين كانا يمتلكان عبوات من Glove Beagles ، سميت بهذا الاسم لأنها كانت صغيرة بما يكفي لتناسب القفاز، واحتفظت الملكة إليزابيث الأولى بسلالة معروفة باسم بوكيت بيجل، الذي يقف من 8 إلى 9 بوصات (20 إلى 23 سم) عند الكتف. صغيرة بما يكفي لتناسب «الجيب» أو حقيبة السرج، ركبوا فيها أثناء رحلات الصيد. أشارت إليزابيث الأولى إلى الكلاب على أنها البيجل المغنية وغالبًا ما استقبلت الضيوف على مائدتها الملكية من خلال السماح لها بالوقوف بين أطباقها وأكوابها. في أبحاث جورج جيسي في تاريخ الكلب البريطاني من عام 1866، نُقل عن الشاعر والكاتب في أوائل القرن السابع عشر جيرفاس ماركهام إشارة إلى أن البيجل صغير بما يكفي للجلوس على يد الرجل وإلى: القفاز الصغير الصغير، الذي قد يكون رفيقًا لكيرتل للسيدات، وفي الميدان سوف يعمل بمكر مثل أي كلب صيد، فقط موسيقتهما صغيرة جدًا مثل القصب. تم وضع معايير Pocket Beagle في أواخر عام 1901 ؛ انقرضت هذه الخطوط الجينية الآن، على الرغم من محاولة المربين المعاصرين إعادة تكوين الصنف. بحلول القرن الثامن عشر، تم تطوير سلالتين لصيد الأرانب والأرنب: الصيد الجنوبي والبلد الشمالي بيغل (أو الصيد الشمالي). كان كلب الصيد الجنوبي، وهو كلب طويل ثقيل ذو رأس مربع وأذنان طويلتان وناعمتان، شائعًا من جنوب نهر ترينت وربما يرتبط ارتباطًا وثيقًا بـ Talbot Hound. على الرغم من بطئه، إلا أنه يتمتع بقدرة على التحمل وقدرة شمولية ممتازة. تم تربيتها في North Country Beagle ، وربما تقاطع بين فرع من مخزون Talbot و Greyhound ، بشكل رئيسي في يوركشاير وكانت شائعة في المقاطعات الشمالية. كان أصغر من كلب الصيد الجنوبي، وأقل ثقلاً مع وجه مقدمة مدببة أكثر. كانت أسرع من نظيرتها الجنوبية لكن قدراتها على الشم كانت أقل تطوراً.

## أصل التسمية
وفقًا لقاموس أكسفورد الإنجليزي، فإن أول ذكر للبيجل بالاسم في الأدب الإنجليزي يعود إلى ج. 1475 في مربع الدرجة المنخفضة. أصل كلمة "beagle" غير مؤكد، على الرغم من أنه قد تم اقتراح أن الكلمة مشتقة من الكلمة الفرنسية begueule
المظهر

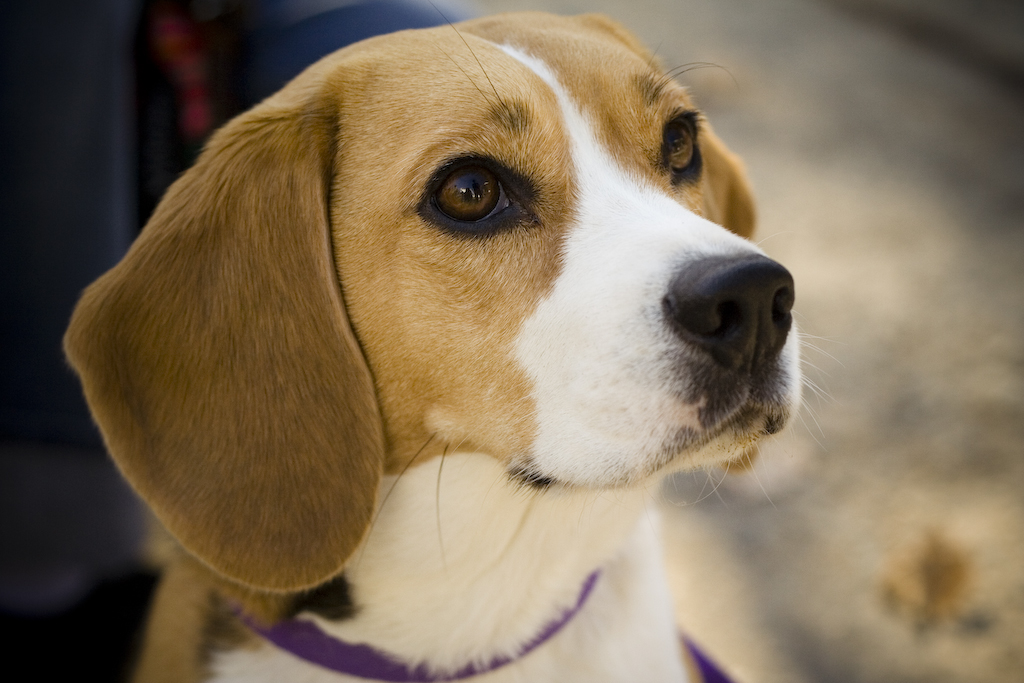
نادي الكلاب البريطاني يوصى ان كلب البيجل يجب ان يظهر علامات الجودة بدون التجاعيد المفرطة.

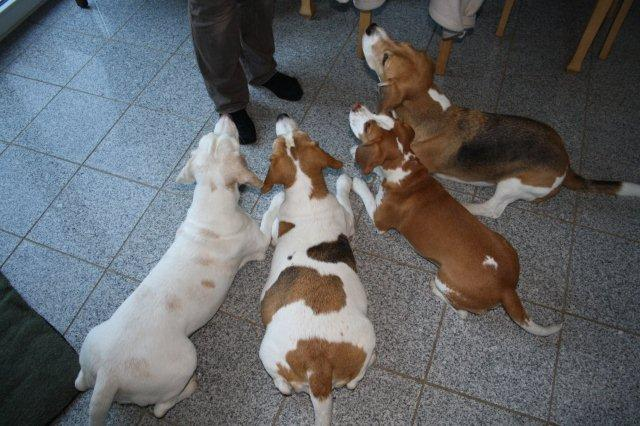
ألوان البيجل: برونزي و أبيض لأنثى معمرة, أحمر و أبيض, ثلاثي الألوان.

المظهر العام للبيجل يشبه Foxhound المصغر، لكن الرأس أوسع والمقدمة أقصر، والتعبير مختلف تمامًا والساقين أقصر بما يتناسب مع الجسم. يتراوح ارتفاعها بشكل عام بين 13 و 16 بوصة (33 و 41 سم) عند الكتفين وتزن ما بين 18 و 35 رطلاً (8.2 و 15.9 كجم)، وتكون الإناث أصغر قليلاً من الذكور في المتوسط. لديهم جمجمة ناعمة ذات قبة إلى حد ما مع مقدمة متوسطة الطول ومربعة وأنف أسود (أو أحيانًا كبدية). الفك قوي ومقص الأسنان مع الأسنان العلوية مناسب تمامًا للأسنان السفلية وكلاهما يتماشى مع الفك. العيون كبيرة، عسلي أو بني، مع مظهر معتدل يشبه كلب الصيد. الأذنان الكبيرتان طويلتان وناعمتان ومنخفضتان، وتتجهان نحو الخدين قليلاً ومستديرة عند الأطراف. تتميز البيجل برقبة قوية ومتوسطة الطول (وهي طويلة بما يكفي للانحناء بسهولة على الأرض لالتقاط الرائحة)، مع القليل من الطي في الجلد ولكن هناك بعض الأدلة على وجود طية؛ صدر عريض يضيق إلى بطن وخصر مدبب وذيل طويل منحني قليلاً (يُعرف باسم «المؤخرة») موشح باللون الأبيض. تم تربية الطرف الأبيض، بشكل انتقائي، حيث يظل الذيل يسهل رؤيته عندما يكون رأس الكلب أسفل. الذيل لا يلتف على الظهر، ولكن يتم وضعه في وضع مستقيم عندما يكون الكلب نشطًا. يتمتع البيجل بجسم عضلي ومعطف متوسط الطول وناعم وصلب. الأرجل الأمامية مستقيمة وتحمل تحت الجسم بينما الأرجل الخلفية عضلية ومثنية جيدًا عند الخنق. البيجل ثلاثي الألوان - أبيض مع مناطق سوداء كبيرة وتظليل بني فاتح - هو الأكثر شيوعًا. تظهر كلاب البيجل ثلاثية الألوان في عدد من الدرجات، من "Classic Tri" مع سرج أسود نفاث (يُعرف أيضًا باسم "Blackback")، إلى "Dark Tri" (حيث تختلط العلامات البنية الباهتة بعلامات سوداء أكثر بروزًا)، إلى «ثلاثي باهت» (حيث تختلط العلامات السوداء الباهتة بعلامات بنية أكثر بروزًا). بعض الكلاب ثلاثية الألوان لها نمط مكسور، يشار إليها أحيانًا باسم pied. معظم هذه الكلاب لها معاطف بيضاء مع بقع من الشعر الأسود والبني. يولد البيجل ثلاثي الألوان دائمًا بالأبيض والأسود. عادةً ما يتم تحديد المناطق البيضاء عند بلوغه ثمانية أسابيع، ولكن قد تتلاشى المناطق السوداء إلى اللون البني مع نضوج الجرو. (قد يستغرق اللون البني ما بين سنة إلى سنتين حتى يتطور بالكامل.) بعض البيجل تغير لونها تدريجيًا خلال حياتها، وقد تفقد علاماتها السوداء تمامًا.

## الشم
جنبا إلى جنب مع الكلب البوليسي، يتمتع البيجل بواحدة من أفضل الحواس المتطورة لرائحة أي كلب. في الخمسينيات من القرن الماضي، بدأ جون بول سكوت وجون فولر دراسة لمدة 13 عامًا لسلوك الكلاب. كجزء من هذا البحث، قاموا باختبار القدرات العطرية للسلالات المختلفة عن طريق وضع فأر في حقل مساحته فدانًا واحدًا وتوقيت الوقت الذي استغرقته الكلاب للعثور عليه. عثر عليه البيجل في أقل من دقيقة، بينما استغرقت أنواع أخرى وقت أطول في العثور عليه. تعتبر البيجل أفضل في تعطير الأرض (تتبع دربًا على الأرض) مقارنة برائحة الهواء، ولهذا السبب تم استبعادها من معظم فرق الإنقاذ الجبلية لصالح الكولي، التي تستخدم البصر بالإضافة إلى رائحة الهواء وأكثر قابلية للفرض. من المحتمل أن تساعد الأذان الطويلة والشفاه الكبيرة للبيجل في حبس الروائح بالقرب من الأنف.